# Henry Wilmore
Henry Wilmore (New York, 13 agosto 1950) è un ex cestista statunitense.

## Carriera
Venne selezionato dai Detroit Pistons al quinto giro del Draft NBA 1971 (78ª scelta assoluta), ma non giocò mai nella NBA.
Con gli Stati Uniti disputò i Giochi panamericani del 1971.